# Recopa Africana 1994
La Recopa Africana 1994 es la 20.ª edición de este torneo de fútbol a nivel de clubes de África organizado por la CAF y que contó con la participación de 35 equipos campeones de copa de sus respectivos países, 6 menos que en la edición anterior.
El DC Motema Pembe de Zaire venció en la final al Kenya Breweries de Kenia para lograr el título por primera vez.

## Ronda Preliminar
| Equipo 1             | Agr. | Equipo 2          | Ida | Vuelta |
| -------------------- | ---- | ----------------- | --- | ------ |
| AS Cimelta           | w/o1 | Stade Tamponnaise | —   | —      |
| Black Africa         | w/o1 | Bantu FC          | —   | —      |
| Eleven Men in Flight | 4–3  | Township Rollers  | 3–1 | 1–2    |

1- El AS Cimelta y el Black Africa abandonaron el torneo antes del partido de ida.

## Primera Ronda
| Equipo 1           | Agr.        | Equipo 2             | Ida  | Vuelta |
| ------------------ | ----------- | -------------------- | ---- | ------ |
| Al Ahly            | w/o1        | Saint-George SA      | —    | —      |
| Al-Hilal           | 2–4         | Rayon Sports         | 1–0  | 1–4    |
| BCC Lions          | 2–1         | AS Fonctionnaires    | 2–1  | 0–0    |
| Kenya Breweries    | 5–1         | Ferroviário da Beira | 2–0  | 3–1    |
| Canon Yaoundé      | 2–1         | ASA                  | 2–0  | 0–1    |
| DC Motema Pembe    | 2–2 (5–4 p) | Anges de Fatima      | 2–0  | 0–2    |
| Djoliba AC         | 0–2         | NA Hussein Dey       | 0–0  | 0–2    |
| Hafia FC           | 1–6         | OC Agaza             | 1–3  | 0–3    |
| LPRC Oilers        | dq2         | ASC Snim             | —    | —      |
| Malindi FC         | dq3         | KCC                  | —    | —      |
| Mbilinga FC        | w/o4        | Renaissance FC       | 13–0 | —      |
| Olympique Béja     | 3–1         | Sahel SC             | 3–0  | 0–1    |
| Postel Sport       | dq3         | Mighty Blackpool     | —    | —      |
| Power Dynamos      | dq3         | Eleven Men in Flight | —    | —      |
| Tanganda FC        | dq3         | Stade Tamponnaise    | —    | —      |
| Witbank Black Aces | 8–2         | Bantu FC             | 6–1  | 2–1    |

1- El Al Ahly abandonó el torneo antes del partido de ida.

2- El ASC SNIM fue descalificado.

3- Los equipos de Benín, Uganda y Zimbabue fueron descalificados por sus federaciones debido a las deudas que tenían con la CAF; mientras que el Power Dynamos fue descalificado porque la Federación de Fútbol de Zambia no mandó la lista de inscripción a tiempo para el torneo.

4- El Renaissance abandonó el torneo tras terminar el partido de ida.

## Segunda Ronda
| Equipo 1           | Agr. | Equipo 2             | Ida | Vuelta |
| ------------------ | ---- | -------------------- | --- | ------ |
| OC Agaza           | 3–2  | Canon Yaoundé        | 3–1 | 0–1    |
| BCC Lions          | 4–0  | NA Hussein Dey       | 2–0 | 2–0    |
| Kenya Breweries    | w/o1 | Rayon Sports         | —   | —      |
| DC Motema Pembe    | 3–2  | Mighty Blackpool     | 3–0 | 0–2    |
| Malindi FC         | 2–0  | Eleven Men in Flight | 1–0 | 1–0    |
| Mbilinga FC        | w/o1 | LPRC Oilers          | —   | —      |
| Saint-George SA    | 2–3  | Olympique Béja       | 2–0 | 0–3    |
| Witbank Black Aces | 3–4  | Stade Tamponnaise    | 1–0 | 2–4    |

1- El Rayon Sports y el LPRC Oilers abandonaron el torneo antes de jugar el partido de ida.

## Cuartos de final
| Equipo 1        | Agr. | Equipo 2          | Ida | Vuelta |
| --------------- | ---- | ----------------- | --- | ------ |
| OC Agaza        | 7–5  | Olympique Béja    | 6–1 | 1–4    |
| BCC Lions       | 4–5  | DC Motema Pembe   | 2–1 | 2–4    |
| Kenya Breweries | 2–1  | Stade Tamponnaise | 1–0 | 1–1    |
| Mbilinga FC     | 4–1  | Malindi FC        | 4–0 | 0–1    |

## Semifinales
| Equipo 1        | Agr. | Equipo 2        | Ida | Vuelta |
| --------------- | ---- | --------------- | --- | ------ |
| DC Motema Pembe | 4–2  | OC Agaza        | 3–1 | 1–1    |
| Mbilinga FC     | 1–4  | Kenya Breweries | 1–1 | 0–3    |

## Final
| Equipo 1        | Agr. | Equipo 2        | Ida | Vuelta |
| --------------- | ---- | --------------- | --- | ------ |
| DC Motema Pembe | 5–2  | Kenya Breweries | 2–2 | 3–0    |

## Campeón
| Recopa Africana 1994      |
| ------------------------- |
| Bandera de Zaire          |
| DC Motema Pembe 1º Título |